# Русне (местечко)
Ру́сне (лит. Rusnė; Русна) — местечко в Шилутском районе Литвы, административный центр Русненского староства. Главный центр рыболовства в Куршском заливе и низовьях Немана. Исторический центр города включен в Регистр культурных ценностей Литовской Республики, охраняется государством (код 2933).

## География
Расположен на острове Русне, крупнейшем в дельте Нямунаса. В этом месте река разделяется на два крупных рукава — глубоководный Скирвите, по которому проходит российско-литовская граница, и мелководный Атмата, а также множество других более мелких протоков, впадающих в Куршский залив Балтийского моря. Часть поселка расположена ниже уровня моря и является самой низкой точкой Литвы.
Имеется речная пристань. Мост, сооружённый в 1974 году, соединяет посёлок с Шилуте (дорога KK206). До 1944 года существовал мост, соединявший Русне с левым берегом Немана. Он был разрушен отступавшими немецкими войсками и больше не восстанавливался. В 10 км от Русне расположена железнодорожная станция Шилуте.

## Население
| 1875                           | 1880 | 1890 | 1925 | 1970 | 1976 | 1979 | 1989 | 2001 |
| ------------------------------ | ---- | ---- | ---- | ---- | ---- | ---- | ---- | ---- |
| 2135                           | 2124 | 2120 | 2872 | 2597 | 2700 | 2378 | 2138 | 1642 |
| 2011                           | 2016 | -    | -    | -    | -    | -    | -    | -    |
| 1274                           | 1630 | -    | -    | -    | -    | -    | -    | -    |
| Гистограмма динамики населения |      |      |      |      |      |      |      |      |

## Этимология названия
Название населенного пункта сформировалось от наименования одного из рукавов Нямунаса, Русне. Название произошло от слова «русноти»  (rusnosti) — медленно течь.

## История
Самое раннее упоминание о Русне в письменных источниках относится к 1365 году, когда великий магистр Тевтонского ордена Винрих фон Книпроде позволил жителям Клайпеды строительство, разведение животных и рубку леса на острове. Около 1419 года была основана Русненская волость, построена церковь и пасторский дом. В 1422 года по итогам Мельнского мира Русне стало территорией Тевтонского ордена. Это был торговый город, где происходил торговый обмен между Литвою и прусаками. В 1583 году создана приходская школа, действовал рынок. В XVII веке город сильно пострадал во время Северной войны. В 1674 году основана молочная ферма и пивоварня. В 1709—1710 гг. произошла эпидемия чумы. В 1750 году в Русне было 4254 жителя. Город пострадал во время Семилетней войны. Рост и развитие города началось после 1759 года, когда начала развиваться торговля древесиной
. В 1809 году была построена каменная Евангелическо-лютеранская церковь. В XIX веке началось строительство паровых лесопилок. К началу XX века в городе была окружная судебная палата, здание суда, почта, телефон и телеграф, средняя школа, три отеля, 7 ресторанов, 2 финансовых учреждения, ликеро-водочный завод, 3 винокурни, 10 лесопилок, пивоварня, 2 мельницы, 3 судоходных агентства, 3 кузницы, 5 грузовых компаний, склады, пекарни и т. д..
В 1919 году по итогам Версальского договора Русне перешел в так называемый Клайпедский край, который первоначально находился под управлением французов. В январе 1923 года литовские добровольцы заняли этот район, а год спустя Лига Наций передала Клайпедский край Литве в качестве автономного района. В марте 1939 года Русне снова перешёл под немецкое управление. В октябре 1944 года занят частями Красной армии, большая часть населения покинула город. С 1946 по 1990 год входил в состав Литовской ССР, с 1991 года — Литвы. С 1946 года до 1993 года имел статус города. В 1949 году в состав Русне включена деревня Скирвителе. С 1995 года — административный центр Русненского староства.
1 июля 2005 г. Президент Литвы особым декретом утвердил герб города.

## Экономика
Традиционно основное занятие местных жителей — рыбоводство и рыболовство, имеется рыбоперерабатывающий завод, производится ремонт речных судов, в советское время действовал цех Шилутского маслосыродельного завода. Для защиты от наводнений на территории Русне действует система польдеров, водоподъёмных станций и дамбы, а берега рукавов Немана укреплены железобетонными плитами. В 1961 году создано рыбоводческое хозяйство, в 1962 году открыта ихтиологическая станция.

## Достопримечательности
- Евангелическо-лютеранская церковь (построена в 1809 году)
- Этнографический музей
- Жилая застройка XIX века

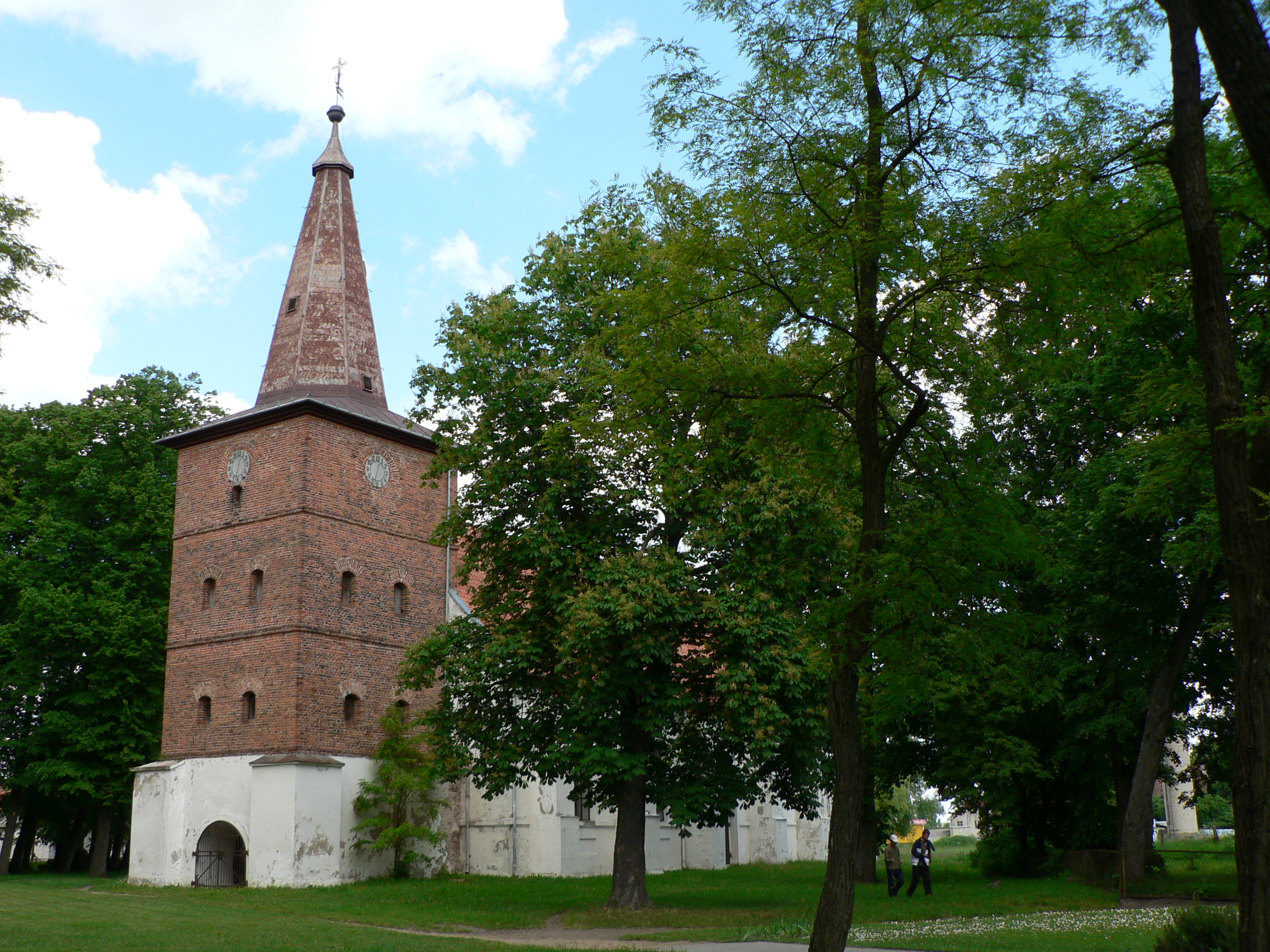
Лютеранская церковь
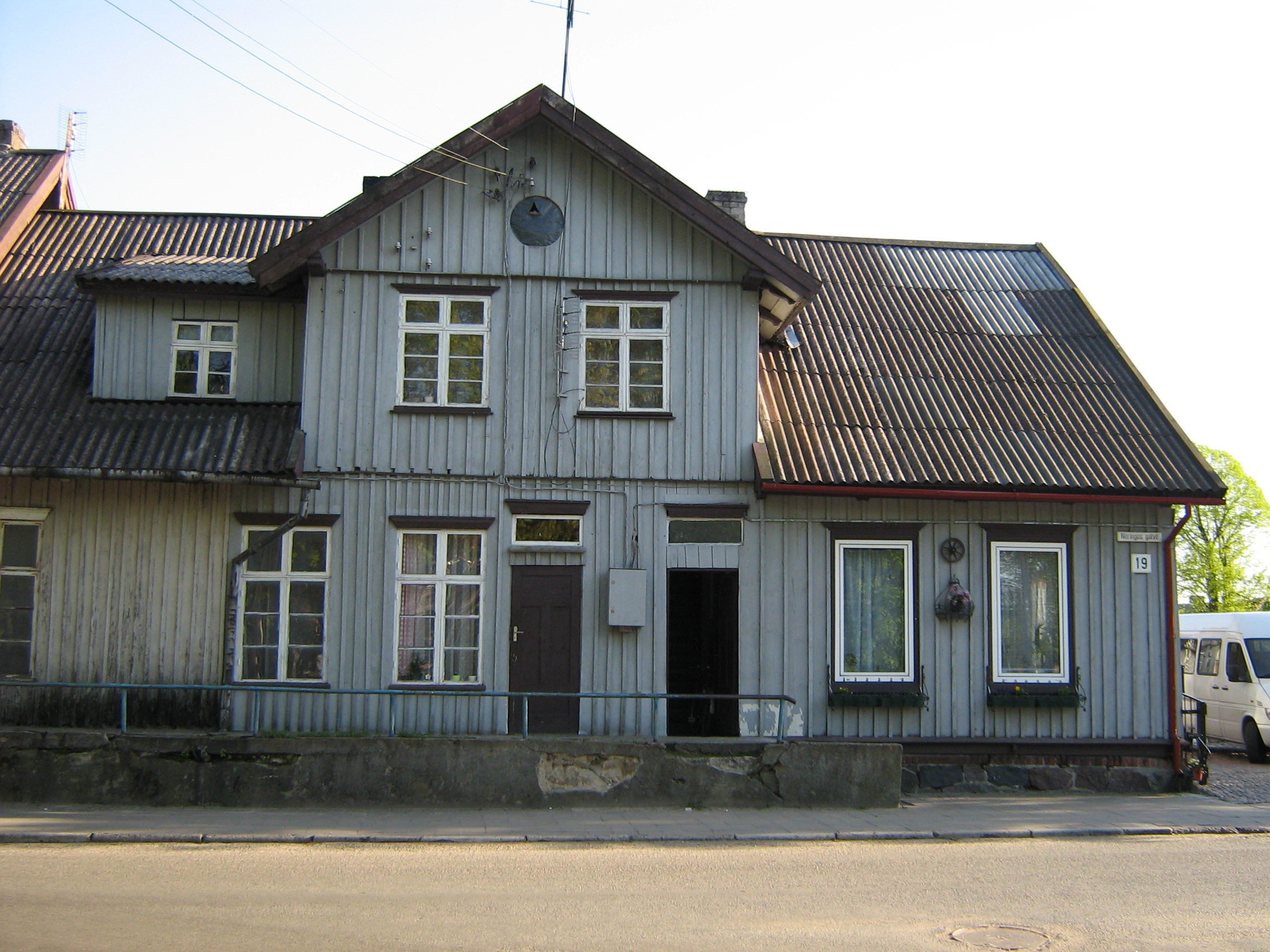
Здание на центральной площади
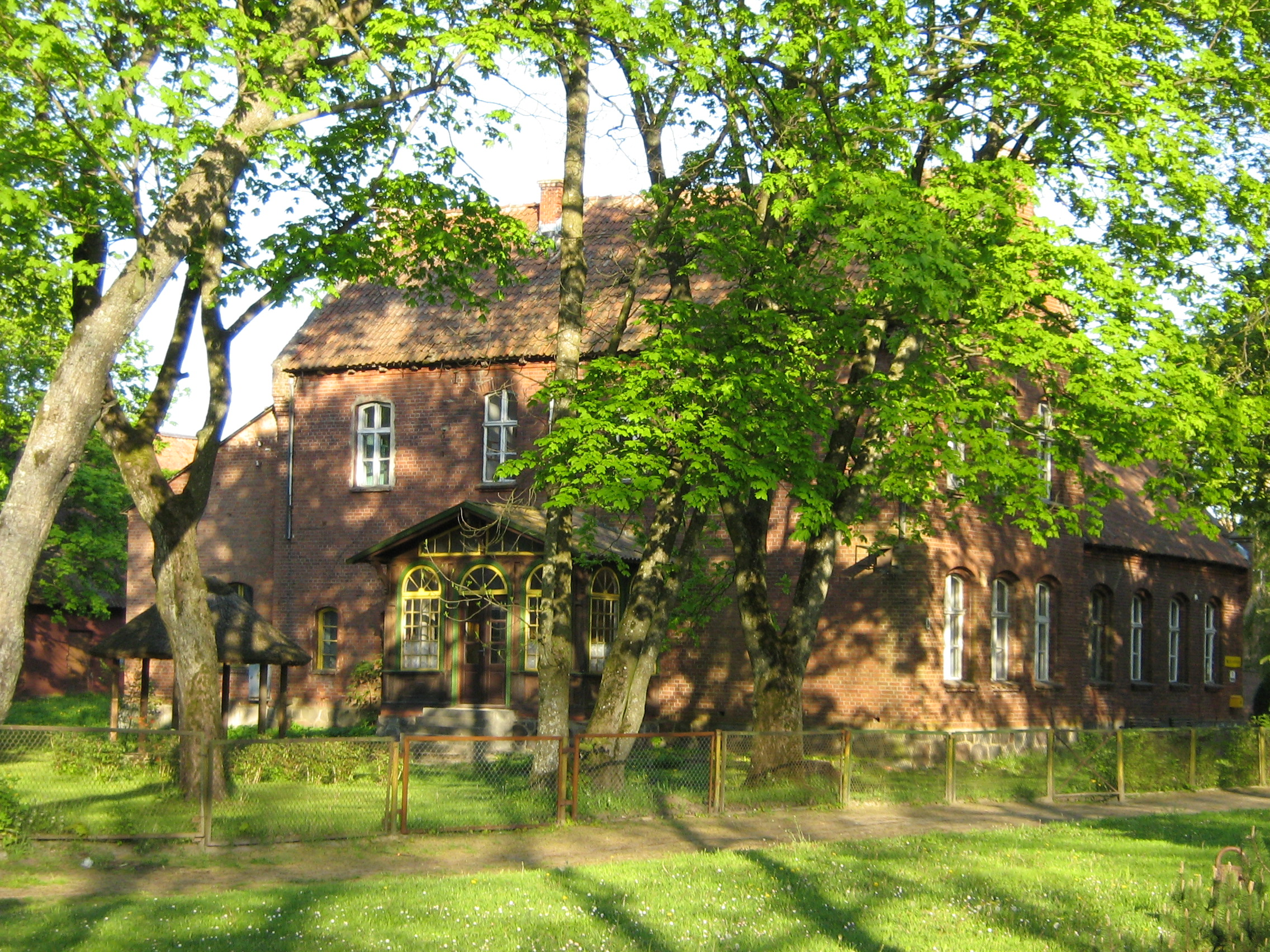
Почта (бывший пасторский дом)
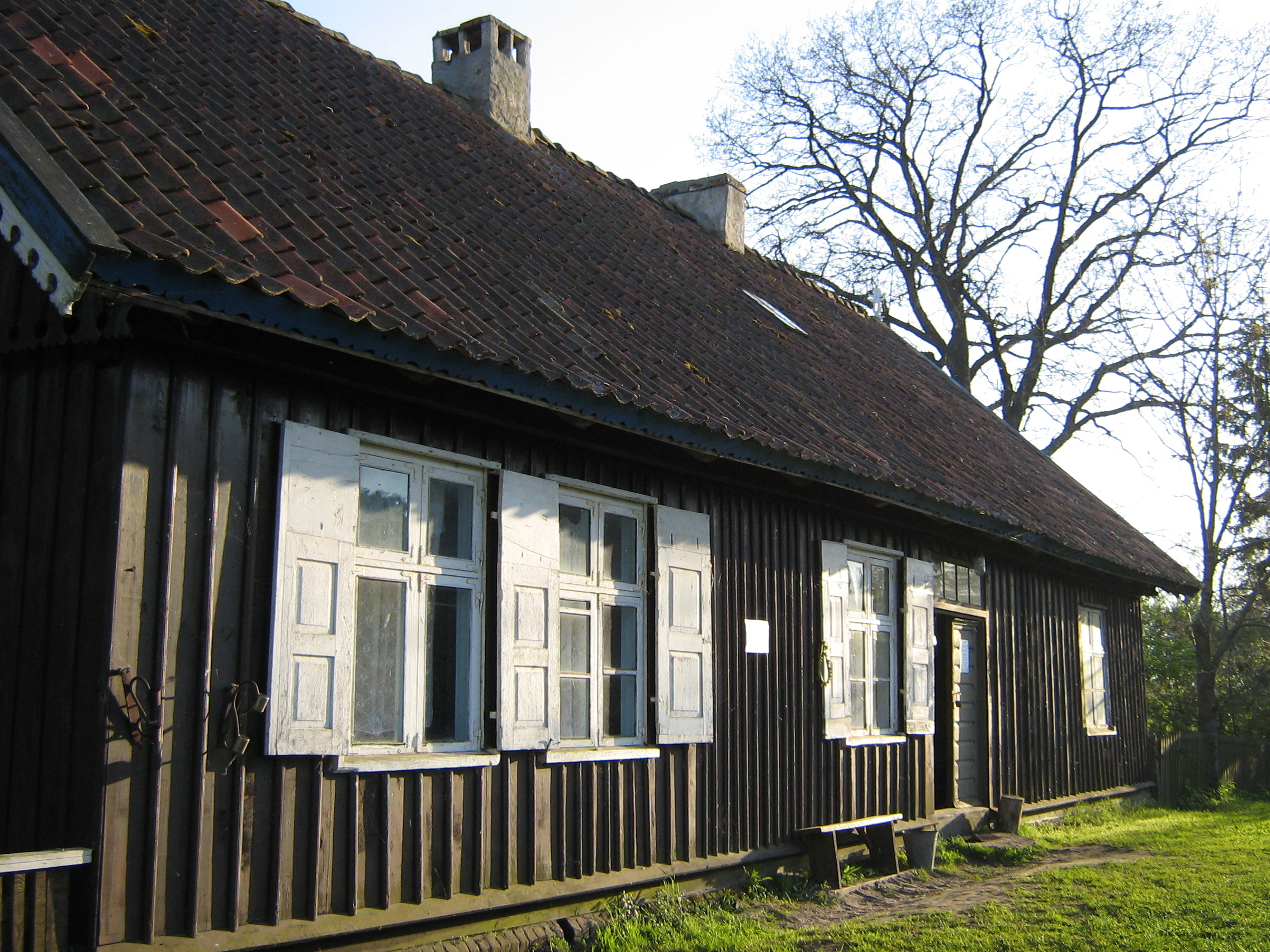
Этнографический музей
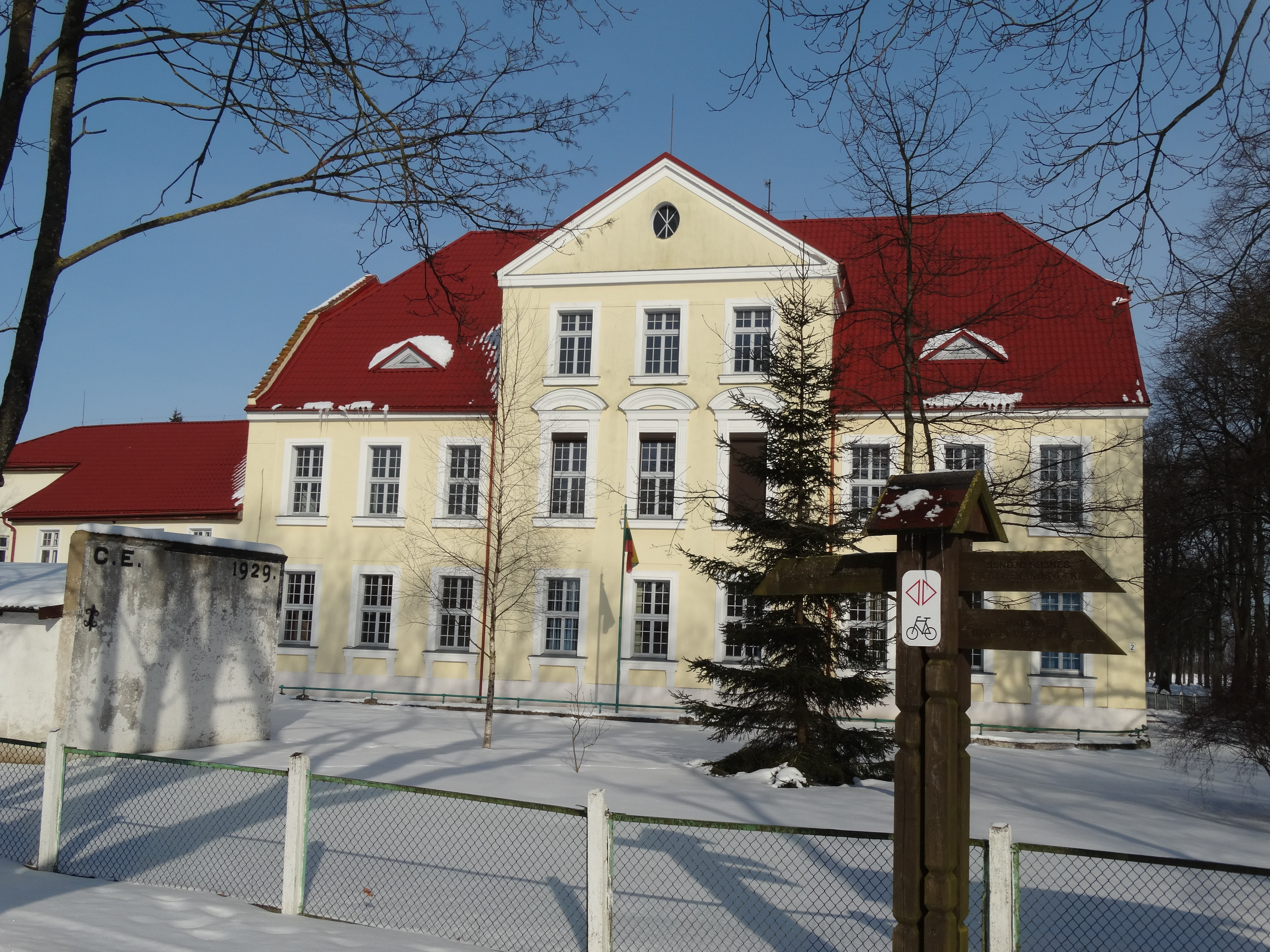
Русненская спецшкола (бывшее здание суда)
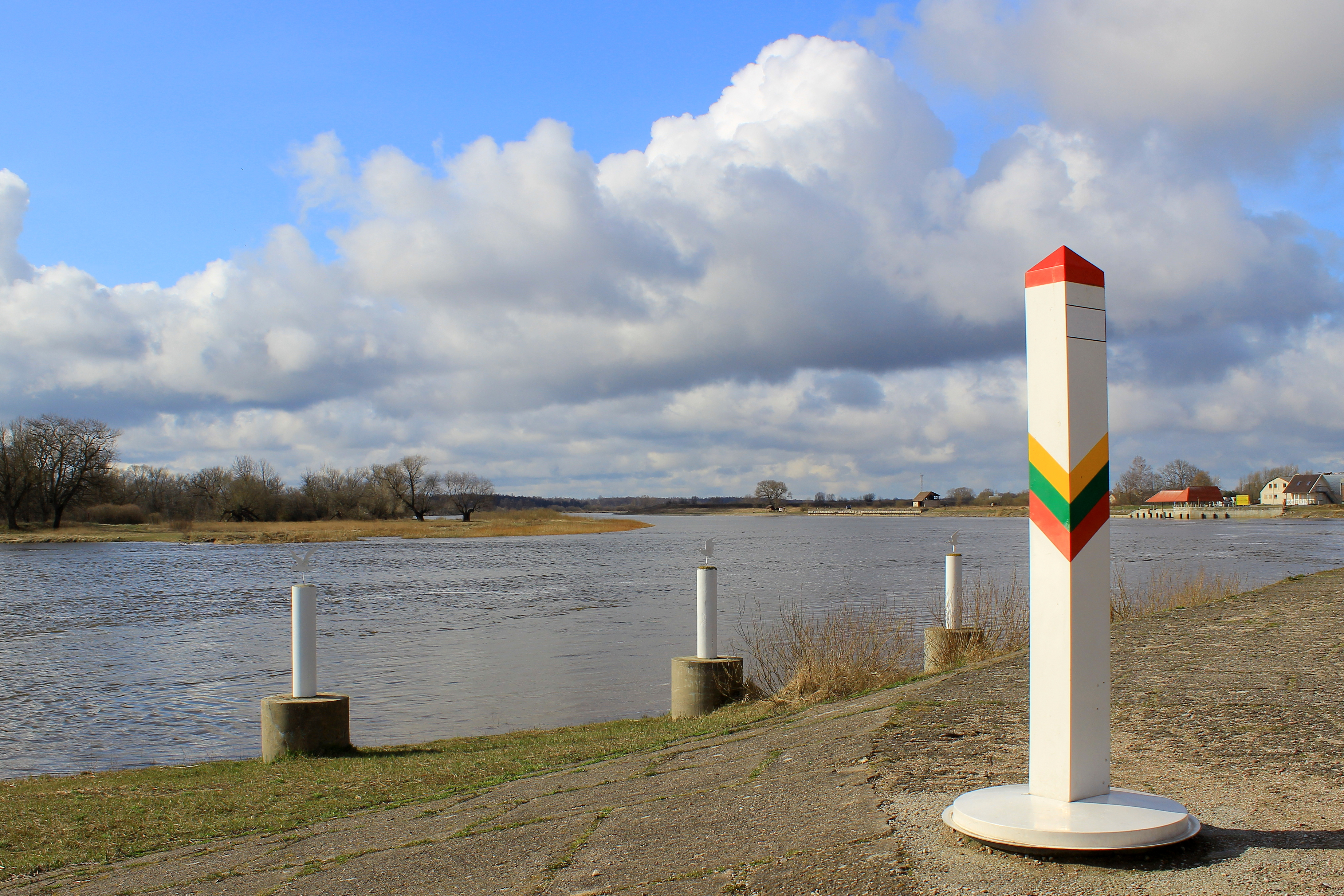
Пограничный знак на берегу Скирвите

## Культура
С 1952 года в посёлке действует Русненская специальная школа-интернат для глухонемых детей. В 1955 году открыт детский сад, в 1957 году — больница.  

## Известные жители и уроженцы
- Герхард Грегор — немецкий органист, пианист
- Шарлотта Кейзер — немецкая писательница
- Толишус Отто — американский журналист
- Казис Ясинскас — литовский композитор